# IC 4522
IC 4522 — галактика типу Sb (компактна витягнута галактика) у сузір'ї Райський Птах.
Цей об'єкт міститься в оригінальній редакції індексного каталогу.